# Electric Tepee
Electric Tepee è il diciassettesimo album in studio della space rock band britannica Hawkwind, pubblicato nel 1992.

## Tracce
1. L.S.D. – 8:17 –  (Chadwick/Davey)
2. Blue Shift – 4:17 –  (Davey)
3. Death of War – 4:47 –  (Rowntree/Brock)
4. Secret Agent – 8:11 –  (Brock)
5. Garden Pests – 2:09 –  (Brock/Davey)
6. Space Dust – 5:18 –  (Davey)
7. Snake Dance – 3:54 –  (Bainbridge/Brock/Chadwick/Davey)
8. Mask of the Morning – 8:49 –  (Brock)
9. Rites of Netherworld – 0:36 –  (Brock)
10. Don't Understand – 7:04 –  (Brock/Chadwick/Davey)
11. Sadness Runs Deep – 5:58 –  (Brock)
12. Right to Decide – 4:25 –  (Brock/Davey)
13. Going to Hawaii – 7:35 –  (Brock/Chadwick/Davey)
14. Electric Tepee – 3:07 –  (Brock)

## Formazione
- Dave Brock - chitarra, tastiere, voce
- Alan Davey - basso, voce
- Richard Chadwick - batteria